# Karl Charamsa
Karl Charamsa (* 19. April 1927 in Wien; † 29. April 1983 ebenda) war ein österreichischer Musiker und Komponist.

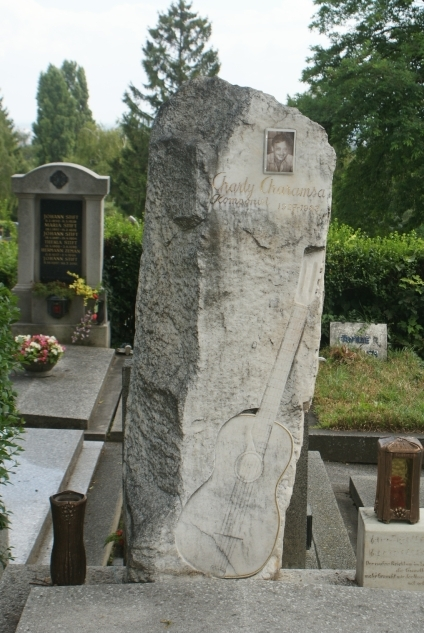
Grabstätte von Karl Charamsa

## Leben
Charamsa wuchs in der Wachau bei Weinbauern auf, seine Eltern waren Schrammelmusiker, und so studierte er privat Gitarre (1947 Bühnenprüfung mit der Kontragitarre). Er gründete das Schrammeltrio Die Schmelzer Spatzen (Auftritte im Salzkammergut und in der Schweiz), Die 3 Colibris, die im Raum Wien und bei Tourneen in der Schweiz, den Niederlanden und Deutschland tätig waren. Charamsa spielte in mehreren Ensembles, absolvierteneine Gesangsausbildung, hatte im Fernsehen viele Auftritte und war auch bei Platten- und Rundfunkaufnahmen präsent.
Seine Grabstätte befindet sich auf dem Sieveringer Friedhof (Gruppe 19, Reihe 4, Nummer 12) in Wien.

## Weblink
- Uwe Harten: Karl Charamsa. In: Oesterreichisches Musiklexikon. Online-Ausgabe, Wien 2002 ff., ISBN 3-7001-3077-5; Druckausgabe: Band 1, Verlag der Österreichischen Akademie der Wissenschaften, Wien 2002, ISBN 3-7001-3043-0.

| Personendaten    | Personendaten              |
| ---------------- | -------------------------- |
| NAME             | Charamsa, Karl             |
| KURZBESCHREIBUNG | österreichischer Komponist |
| GEBURTSDATUM     | 19. April 1927             |
| GEBURTSORT       | Wien                       |
| STERBEDATUM      | 29. April 1983             |
| STERBEORT        | Wien                       |